# Guillermo Quintanilla
Guillermo González Quintanilla Vázquez, más conocido como Guillermo Quintanilla (Nuevo Laredo, Tamaulipas, 29 de marzo de 1959), es un actor, director y productor mexicano reconocido por participar en más de 90 películas y telenovelas mexicanas. Algunas de sus participaciones son: Prófugas del destino, Mujer comprada y Sin senos no hay paraíso. Además es conocido por el Talk-Show Él y ella al lado de Sofía Webber (reemplazando a Gigi Graciette y Antonio Farré en 1998) en Telemundo.

## Filmografía

### Televisión

#### Telemundo
- Él y Ella (1995) - Conductor del programa (1998-2001)
- El alma herida (2003-2004) - Cruz Salazar
- Los Plateados (2005-2006) - Nicanor
- Sin senos no hay paraíso (2008-2009) - Benjamín "Mariño" Martínez García
- El Cartel 2: Guerra total (2010) - El Golfo
- Capadocia (2010) - Vallares
- El señor de los cielos (2013) - Isidro Robles
- Dama y obrero (2013) - Prudencio Aguilar
- En otra piel (2014) - Rodrigo Cantú
- Tierra de reyes (2014-2015) - José Antonio Gallardo
- Dueños del paraíso (2015) - Nataniel Cardona
- ¿Quién es quién? (2015-2016) - El Chamoy
- El Capo (2016-2017) - General Payró
- El Chema (2017) - Isidro Robles
- Enemigo íntimo (2018) - Anselmo "Guillotina"
- Preso No. 1 (2019) - Ignacio Mayorga
- La jefa (2025) - Venancio Estrada[1]

#### Cadenatres
- La clínica (2012) - Astolfo Aranda
- Amor sin reserva (2014-2015) - Andrés

#### W Studios / Televisa
- La bella y las bestias (2018) - Abelardo Zea

#### TV Azteca
- El peñón del Amaranto (1993) - Gerardo
- Con toda el alma (1996) - Silvio
- Al norte del corazón (1997) - Aquiles
- Tres veces Sofía (1998-1999) - Rigoberto Serna
- Cuando seas mía (2001-2002)
- Bellezas indomables (2007) - Alberto Morales
- Secretos del alma (2008) - Alfaro
- Mujer comprada (2009) - Álvaro Herrera
- Prófugas del destino (2010-2011) - José María Mendoza
- La mujer de Judas (2012) - Servando
- Los Rey (2012) - Nicodemo
- Secretos de familia (2013) - David

#### Televisa
- Papá soltero (1989)
- Prisión sin ley (1990)
- La telaraña (1990)
- Balada por un amor (1990)
- Yo no creo en los hombres (1991) - El Flaco
- Valeria y Maximiliano (1991)
- Milagro y magia (1991)
- Chespirito  (1993) - Don Valdomero
- Hoy voy a cambiar (2017) - José Vargas (adulto)
- Como dice el dicho (2017-2020) - Padre
- El candidato Rayo (2018) - Candidato Rayo
- Esta historia me suena (2022-2023) - Elias[2][3]
- Fugitivas, en busca de la libertad (2024) - Arturo Márquez[4]

#### Univisión
- La fuerza de creer (2017) - Roberto López

### Cine
- En pacto de hombres (1990)
- Reportera en peligro (1991)
- El intruso (1991)
- Crimen en el puerto (1991)
- La blazer blindada (1991) - Walter
- El cazador (1991)
- Sueños sangrientos (1992)
- Por un salvaje amor (1992)
- Mister barrio (1992)
- Furia mortal (1992)
- Con ganas de morir (1992)
- Perro rabioso III: Tras el rostro (1992) - Freddy
- La blazer blindada 2 (1992) - Walter
- Intriga mortal (1992) - Gustavo
- El potro indomable (1992)
- Comando terrorista (1992) - Eric
- Camaleón: Atentado a Castro (1992)
- Por error (1993)
- La muerte de un cardenal (1993)
- Furia de barrio (1993)
- Bulldog (1993)
- Halcones de la muerte Espías Mortales (1993) - Alberto
- Asalto violento (1993) - Rubén
- Seducción judicial (1994)
- Las esclavas del sadismo (1994)
- Dos hermanos buena onda (1994)
- La perversión (1994)
- Atrapados en la venganza (1994)
- La ley del cholo (1995)
- Chantaje complot criminal (1995)
- Uzi ráfaga mortal (1995)
- Las nueve caras del miedo (1995)
- Fuerza maldita (1995)
- Fotografiando la muerte (1995) - Joel
- El amarrador 3 (1995) - Guillermo
- Buscando salida (1995) - Joaquín Ortega
- Ataque salvaje (1996)
- Sentenciado por la mafia (1996)
- Sádico amor (1996)
- El llamado de la sangre (1996)
- Búfalo (1996)
- Violencia urbana (1996)
- El brazo mortal (1996)
- Danik: Viajero del Tiempo (1996)
- Cruz de madera (1996)
- Halcón asesino profesional (1997)
- En busca de Santa Claus (1997)
- Cristal, ambición mortal (1997)
- Amor en tiempos de coca (1997)
- Código azul (1997)
- Al norte del corazón (1997) - Aquiles
- Taxi asesino (1998)
- Asalto bancario (1998)
- Tres veces Sofía (1998) - Rigoberto Serna
- Peleas salvajes (1998)
- Secuestro en Guerrero (1999)
- Sangra prisionera (1999)
- Rey de reyes (1999)
- Herencia de traficantes (1999)
- El patrón de Michoacán (1999)
- El coyote: Mete diabólica (1999)
- Balas salvajes (1999)
- Asesinato por traición (1999)
- Las hijas de Xuchi Paxuchil (1999)
- La ley del gris (2000)
- El Justiciero (2000)
- Infierno en la sierra (2000)
- La perra anda suelta (2000)
- Abuso (2001) - Eduardo
- Pa' que chinguen a la suya (2002)
- Magnicidio: Complot en lomas taurinas (2002)
- La noche de los muertos (2002)
- La clave del acordeón (2002)
- Una luz en la calle (2002)
- Nido de escorpiones (2003)
- Morelia de mis amores (2003)
- El verdugo (2003)
- El perro malagradecido (2003)
- Salvando al soldado Pérez (2011) - Delfino
- La reina del pacífico (2009) - Juan Darío
- Cero y van 4 (2004) - Comache
- Mujer Coqueta (2007)
- El último silencio (2007) - Isaías

### Como director
- Tuxpan (2006)

### Como productor
- El verdugo (2003)

## Premios y nominaciones
| Año  | Premiación       | Categoría    | Trabajos     | Resultados |
| ---- | ---------------- | ------------ | ------------ | ---------- |
| 2014 | Premios Tu Mundo | Primer actor | En otra piel | Nominado   |